# Europees keeper van het jaar
De prijs voor de Europees keeper van het jaar wordt sinds 1990 uitgereikt aan de best presterende voetbaldoelman in Europa. De verkiezing wordt georganiseerd door de UEFA.

## Lijst met winnaars
- 1990  Walter Zenga
- 1991  Bodo Illgner
- 1992  Peter Schmeichel
- 1993  Peter Schmeichel
- 1994  Michel Preud'homme
- 1995  Edwin van der Sar
- 1996  Andreas Köpke
- 1997  Jens Lehmann
- 1998  Peter Schmeichel
- 1999  Oliver Kahn
- 2000  Oliver Kahn
- 2001  Oliver Kahn
- 2002  Oliver Kahn
- 2003  Gianluigi Buffon
- 2004  Vítor Baía
- 2005  Petr Čech
- 2006  Jens Lehmann
- 2007  Petr Čech
- 2008  Petr Čech
- 2009  Edwin van der Sar
- 2010  Iker Casillas
- 2011  Manuel Neuer
- 2012  Petr Čech
- 2013  Manuel Neuer
- 2014  Manuel Neuer
- 2015  Manuel Neuer
- 2016  Gianluigi Buffon
- 2017  Gianluigi Buffon

## Keeper van de Eeuw
Aan het einde van de 20e eeuw werd door de IFFHS de Wereldkeeper van de Eeuw gekozen. Deze titel werd gewonnen door de Sovjet Lev Yashin.
- Lev Yashin (1002)
- Gordon Banks (717)
- Dino Zoff (661)
- Sepp Maier (456)
- Ricardo Zamora (443)
- José Luis Chilavert (373)
- Peter Schmeichel (291)